# 彰 (音楽家)
彰（あきら、1984年3月8日 - ）は、日本の男性ギタリスト。本名非公表。UVERworldのメンバー。滋賀県草津市出身。所属芸能事務所はPOWERPLAY MUSIC。血液型はA型。既婚者。

## 略歴
2000年に結成されたUVERworldの前身であるSOUND極ROADに加入。2003年に現在のバンド名に改名し、2005年にシングル「D-tecnoLife」でメジャーデビューを果たす。
主にギターとプログラミング、作曲担当だが、ライブでは一部楽曲でパーカッションも演奏しているほか、5thアルバム『LAST』ではコーラスもクレジット併記されている。
TAKUYA∞と共同作曲を手掛けたシングルの表題曲に「just Melody」「浮世CROSSING」「Just break the limit!」「GO-ON」「GOLD」「CORE PRIDE」「REVERSI」「一滴の影響」「NAMELY」があり、シングルのカップリング曲やアルバム収録曲に拡げると数多くの楽曲に及ぶ。
2018年11月にDizzy Sunfistのあやぺたとの入籍を発表、2020年1月20日には第一子となる女児を授かっている。